# سام والتون
صمويل مور والتون (29 مارس 1918 – 5 أبريل 1992)، كان رجل أعمال أمريكيًا ومؤسسًا لسلسلة متاجر وولمارت وسامز كلوب. افتتح أول فرع لوولمارت في مدينة روجرز بولاية أركنساس عام 1962، وتبعه تأسيس سامز كلوب في ميدويست سيتي بولاية أوكلاهوما عام 1983. نمت شركة وولمارت ستورز إنك تحت قيادته لتُصبح أكبر شركة في العالم من حيث الإيرادات، كما أصبحت أكبر جهة توظيف خاصة في العالم.
شغل والتون لعدة سنوات صدارة قائمة أغنى الأشخاص في الولايات المتحدة. كما احتفظت عائلة والتون بلقب أغنى عائلة في الولايات المتحدة لعدة أعوام متتالية، وقدرت ثروتها في يناير 2025 بحوالي 440.6 مليار دولار أمريكي.
توفي صمويل والتون في 5 أبريل 1992 عن عمر ناهز 74 عامًا بسبب سرطان الدم، ودُفن في مقبرة بينتونفيل بولاية أركنساس، حيث أقام معظم حياته.

## وصلات خارجية
- سام والتون على موقع الموسوعة البريطانية (الإنجليزية)
- سام والتون على موقع إن إن دي بي (الإنجليزية)
- سام والتون على موقع ديسكوغز (الإنجليزية)